# Рожнівська сільська рада (Броварський район)
Рожні́вська сільська́ ра́да — адміністративно-територіальна одиниця та орган місцевого самоврядування у Броварському районі Київської області. Адміністративний центр — село Рожни.

## Загальні відомості
Історична дата утворення: в 1934 році. Водоймища на території, підпорядкованій даній раді: р. Десна.
Загальна площа землі в адмінмежах Рожнівської сільської ради — 8114,2 га.
Адреса: 07412, Київська обл., Броварський р-н, с. Рожни, вул. Щорса, 41в.

## Населені пункти
Сільській раді підпорядковані населені пункти:
- с. Рожни

## Склад ради
Рада складається з 16 депутатів та голови.
- Голова ради: Мехед Тетяна Іванівна
- Секретар ради: Хавро Галина Миколаївна

### Керівний склад попередніх скликань
| Прізвище, ім'я, по батькові | Основні відомості                                                                                  | Дата обрання | Дата звільнення |
| --------------------------- | -------------------------------------------------------------------------------------------------- | ------------ | --------------- |
| Мехед Тетяна Іванівна       | Сільський голова, 1962 року народження, освіта вища, член Всеукраїнського об'єднання «Батьківщина» | 26.03.2006   | 31.10.2010      |
| Мехед Тетяна Іванівна       | Сільський голова, 1962 року народження, освіта вища, член Всеукраїнського об'єднання «Батьківщина» | 31.10.2010   |                 |

Примітка: таблиця складена за даними сайту Верховної Ради України

### Депутати
За результатами місцевих виборів 2010 року депутатами ради стали:

#### За суб'єктами висування
| Суб'єкт висування | Кількість обраних депутатів | %   |
| ----------------- | --------------------------- | --- |
| Самовисування     | 16                          | 100 |

#### За округами
| № округу | Прізвище, ім'я, по батькові    | Дата визнання обраним | Освіта  | Партійна приналежність                        | Відомості про обраного депутата                                               |
| -------- | ------------------------------ | --------------------- | ------- | --------------------------------------------- | ----------------------------------------------------------------------------- |
| 1        | Макаренко Людмила Василівна    | 02.11.2010            | середня | позапартійна                                  | с. Літки, База Відпочинку «Метро», підсобний працівник                        |
| 2        | Пастушенко Наталія Миколаївна  | 02.11.2010            | середня | позапартійна                                  | ПП «Прима», продавець                                                         |
| 3        | Козаченко Віктор Михайлович    | 02.11.2010            | середня | член Всеукраїнського об'єднання «Батьківщина» | с. Літки, База Відпочинку «Метро», охоронець                                  |
| 4        | Нестеренко Тетяна Василівна    | 02.11.2010            | вища    | член Всеукраїнського об'єднання «Батьківщина» | м. Київ, «Мостозагін», інженер логістики та постачання                        |
| 5        | Захарченко Ніна Іванівна       | 15.11.2010            | середня | член Всеукраїнського об'єднання «Батьківщина» | Відділення поштового зв'язку с. Рожни, поштар                                 |
| 6        | Нестеренко Наталія Миколаївна  | 02.11.2010            | середня | член Партії регіонів                          | Рожнівський НВК, техпрацівник                                                 |
| 7        | Гаврушенко Тетяна Іванівна     | 02.11.2010            | середня | позапартійна                                  | тимчасово не працює                                                           |
| 8        | Лавриненко Наталія Василівна   | 02.11.2010            | вища    | позапартійна                                  | Рожнівська філія Ощадбанку, контролер-касир                                   |
| 9        | Мичак Віктор Васильович        | 02.11.2010            | середня | член Політичної партії «Українська платформа» | приватний підприємець                                                         |
| 10       | Кабиш Володимир Михайлович     | 02.11.2010            | середня | позапартійний                                 | Дочірне підприємство «Дачбуд», заступник директора                            |
| 11       | Боровик Олексій Миколайович    | 02.11.2010            | середня | член Партії регіонів                          | КП «Рожнівське», директор                                                     |
| 12       | Хорошун Надія Петрівна         | 02.11.2010            | середня | позапартійна                                  | Рожнівська сільська рада, соцпрацівник по обслуговуванню одиноких пристарілих |
| 13       | Кримець Вікторія Вікторівна    | 02.11.2010            | середня | позапартійна                                  | тимчасово не працює                                                           |
| 14       | Бещук Андрій Андрійович        | 02.11.2010            | вища    | член Політичної партії «Сильна Україна»       | Дочірне підприємство «Дачбуд», директор                                       |
| 15       | Хавро Галина Миколаївна        | 02.11.2010            | середня | позапартійна                                  | Рожнівська сільська рада, секретар                                            |
| 16       | Сенаторов Олександр Сергійович | 02.11.2010            | вища    | позапартійний                                 | Броварська філія ПТ «Ювілір ломбард», завідувач                               |